# Charadrius modestus
Charadrius modestus là một loài chim trong họ Charadriidae.